# 51a Mostra Internacional de Cinema de Venècia
La 51a Mostra Internacional de Cinema de Venècia es va celebrar entre l'1 i el 12 de setembre de 1994.

## Jurat
El jurat de la Mostra de 1994 va estar format per:
- David Lynch (president)
- Olivier Assayas
- Margherita Buy
- Gaston Kaboré
- Nagisa Oshima
- David Stratton
- Uma Thurman
- Mario Vargas Llosa
- Carlo Verdone

## Selecció oficial

### En competició
| Títol original                                        | Director(s)        | País de producció                           |
| ----------------------------------------------------- | ------------------ | ------------------------------------------- |
| À la folie                                            | Diane Kurys        | França                                      |
| Pred doždot                                           | Milcho Manchevski  | Macedònia del Nord/ França/ Regne Unit      |
| Il toro                                               | Carlo Mazzacurati  | Itàlia                                      |
| Le cri du coeur                                       | Idrissa Ouedraogo  | França/ Burkina Faso                        |
| Heavenly Creatures                                    | Peter Jackson      | Nova Zelanda                                |
| Yángguāng cànlàn de rìzi                              | Jiang Wen          | R.P. de la Xina                             |
| Lamerica                                              | Gianni Amelio      | Itàlia                                      |
| Zivot a neobycejna dobrodruzstvi vojaka Ivana Conkina | Jiří Menzel        | Rússia/ Txèquia/ França/ Regne Unit/ Itàlia |
| Little Odessa                                         | James Gray         | Estats Units                                |
| Büvös vadász                                          | Ildikó Enyedi      | Canadà/ Hongria                             |
| Natural Born Killers                                  | Oliver Stone       | Estats Units                                |
| Il branco                                             | Marco Risi         | Itàlia                                      |
| Pigalle                                               | Karim Dridi        | França                                      |
| Una sombra ya pronto serás                            | Héctor Olivera     | Argentina                                   |
| Somebody to Love                                      | Alexandre Rockwell | Estats Units                                |
| La teta i la lluna                                    | Bigas Luna         | Espanya                                     |
| Três Irmãos                                           | Teresa Villaverde  | Portugal                                    |
| Vive L'Amour                                          | Tsai Ming-liang    | República de la Xina                        |

### Fora de competició
- Bullets Over Broadway de Woody Allen
- Dichiarazioni d'amore de Pupi Avati
- Oasi de Cristiano Bortone
- Staggered de Martin Clunes
- Tom & Viv de Brian Gilbert
- Genesi: La creazione e il diluvio d'Ermanno Olmi /
- Il Postino de Michael Radford /

### Nits venecianes
- Love and Human Remains de Denys Arcand
- True Lies de James Cameron
- 47 Ronin de Kon Ichikawa
- Wolf de Mike Nichols
- Clear and Present Danger de Phillip Noyce
- Captives de Angela Pope
- The Nightmare Before Christmas de Henry Selick
- The Night and the Moment d'Anna Maria Tatò //
- Woodstock 25th Anniversary Director' s Cut de Michael Wadleigh
- Metal Skin de Geoffrey Wright
- Forrest Gump de Robert Zemeckis

## Seccions autònomes

### Setmana de la Crítica del Festival de Cinema de Venècia
Les següents pel·lícules foren exhibides com en competició per a aquesta secció:
- Akumulátor 1 de Jan Svěrák
- Cracking Up de Matt Mitler
- Don't Get Me Started d'Arthur Ellis
- Doroga V Ray de Vitalij Moskalenko [5]
- Frankie, Jonny und die anderen... Schattenkämpfer de Hans-Erich Viet [6]
- Ilayum Mullum de K.P. Sasi
- Iron Horsemen de Gilles Charmant [7]
- Passé-Composé de Françoise Romand /
- That Eye, the Sky de John Ruane

## Premis
- Lleó d'Or:
  - Pred doždot/Before the Rain (Milčo Mančevski)
  - Vive L'Amour (Tsai Ming-liang)
- Lleó d'Argent:
  - Heavenly Creatures (Peter Jackson)
  - Little Odessa (James Gray)
  - Il toro (Carlo Mazzacurati)
- Premi Especial del Jurat:
  - Natural Born Killers (Oliver Stone)
- Premi Osella:
  - Millor director: Gianni Amelio (Lamerica)
  - Millor guió: Bigas Luna, Cuca Canals (La teta i la lluna)
  - Millor fotografia: Christopher Doyle (Ashes of Time)
- Copa Volpi:
  - Millor actor: Xia Yu (Yángguāng cànlàn de rìzi)
  - Millor actress: Maria de Medeiros (Três Irmãos)
  - Millor actor secundari: Roberto Citran (Il toro)
  - Millor actriu secundària: Vanessa Redgrave (Little Odessa)
- Medalla d'Or del President del Senat Italià:
  - Život a neobyčejná dobrodružství vojáka Ivana Čonkina (Jiří Menzel)
- Lleó d'Or a la carrera:
  - Al Pacino
  - Suso Cecchi d'Amico
  - Ken Loach
- Ciak d'Or:
  - La bella vita (Paolo Virzì)
- Premi FIPRESCI:
  - Pred doždot/Before the Rain (Milčo Mančevski)
  - Vive L'Amour (Tsai Ming-liang)
- Premi OCIC:
  - Lamerica (Gianni Amelio)